# Arrows A19
Arrows A19 je Arrowsov dirkalnik Formule 1, ki je bil v uporabi v sezoni 1998, ko sta z njim dirkala Pedro Diniz in Mika Salo. Trikrat sta se uspela uvrstiti med dobitnike točk, Diniz s petim  mesto na Veliki nagradi Belgije ter Salo in Diniz s četrtim oziroma šestim mestom na Veliki nagradi Monaka. Sicer pa sta dirkača skupaj v sezoni zabeležila kar dvaindvajset odstopov. Arrows je ob koncu sezone zasedel sedmo mesto v konstruktorskem prvenstvu s šestimi točkami.

## Popolni rezultati Formule 1
(legenda) (odebeljene dirke pomenijo najboljši štartni položaj, poševne pa najhitrejši krog)
| Leto | Moštvo | Motor      | Gume | Dirkači     | 1   | 2   | 3   | 4   | 5   | 6   | 7   | 8   | 9   | 10  | 11  | 12  | 13  | 14  | 15  | 16  | Toč | Prv |
| ---- | ------ | ---------- | ---- | ----------- | --- | --- | --- | --- | --- | --- | --- | --- | --- | --- | --- | --- | --- | --- | --- | --- | --- | --- |
| 1998 | Arrows | Arrows V10 | B    |             | AVS | BRA | ARG | SMR | ŠPA | MON | KAN | FRA | VB  | AVT | NEM | MAD | BEL | ITA | LUK | JAP | 6   | 7.  |
| 1998 | Arrows | Arrows V10 | B    | Pedro Diniz | Ret | Ret | Ret | Ret | Ret | 6   | 9   | 14  | Ret | Ret | Ret | 11  | 5   | Ret | Ret | Ret | 6   | 7.  |
| 1998 | Arrows | Arrows V10 | B    | Mika Salo   | Ret | Ret | Ret | 9   | Ret | 4   | Ret | 13  | Ret | Ret | 14  | Ret | DNS | Ret | 14  | Ret | 6   | 7.  |